# Thrixspermum elongatum
Thrixspermum elongatum är en orkidéart som beskrevs av Oakes Ames. Thrixspermum elongatum ingår i släktet Thrixspermum och familjen orkidéer.
Artens utbredningsområde är Filippinerna. Inga underarter finns listade i Catalogue of Life.